# إد بيندكت
إد بيندكت (بالإنجليزية: Ed Benedict)‏ هو رسام رسوم متحركة أمريكي، ولد في 23 أغسطس 1912 في كليفلاند في الولايات المتحدة، وتوفي في 28 أغسطس 2006 في أوبورن في الولايات المتحدة.

## وصلات خارجية
- إد بيندكت على موقع IMDb (الإنجليزية)
- إد بيندكت على موقع قاعدة بيانات الفيلم (الإنجليزية)